# Owczary
Owczary, německy Ötscher nebo Detscher, je osada/vesnice patřící k vesnici Górzyca ve gmině Górzyca v okrese Słubice v Lubušském vojvodství v západním Polsku. Leží nedaleko polsko-německé státní hranice v historickém regionu Lubušsko. Nachází se také na pravém břehu veletoku Odra (v jejím postglaciálním údolí) a na rozhraní geomorfologických celků Lubuski Przełom Odry a Pojezierze Łagowskie. Osada také leží v krajinném parku Park Krajobrazowy Ujście Warty a u osady jsou zřízeny chráněné oblasti Owczary I a Owczary II.

## Historie a popis
Owczary leží po obou stranách silnice Droga krajowa nr 31 vedoucí ze Słubice do Górzyce. V roce 1759 zde v jedné z vesnických stodol přenocoval pruský král Fridrich II. Veliký po prohrané bitvě u Kunowic. Nejvyšším bodem osady je kopec a zaniklé raně středověké hradiště Grodzisko Owczary s nadmořskou výškou 61 m. Vedle osady se nachází vodní kanál Racza Struga.

## Zajímavosti
- Dwór w Owczarach – ruiny zámku z 18. století.[6]
- Grodzisko Owczary – archeologická lokalita s pozůstatky raně středověkého hradiště.[4]
- Muzeum Łąki w Owczarach – exteriérové muzeum louky zaměřené na místní xerotermní biotop.[7]
- Pozůstatky vojenských radarů v kopcích nad osadou.
- Stara Ubojnia – ruina jatek.
- Ścieżka Edukacyjna na Murawy – naučná stezka zaměřená na místní přírodu.[8]

## Galerie

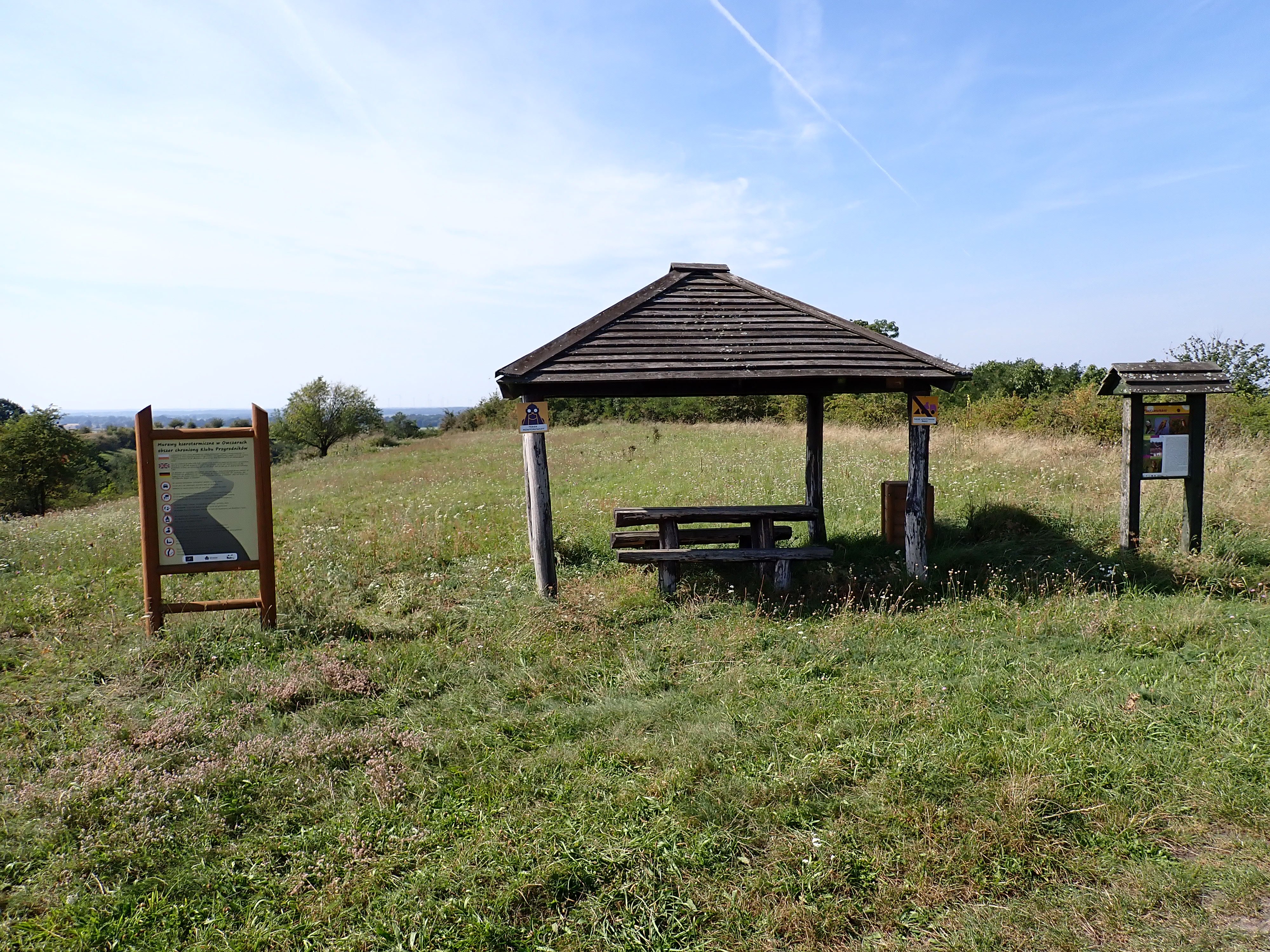
Ścieżka Edukacyjna na Murawy
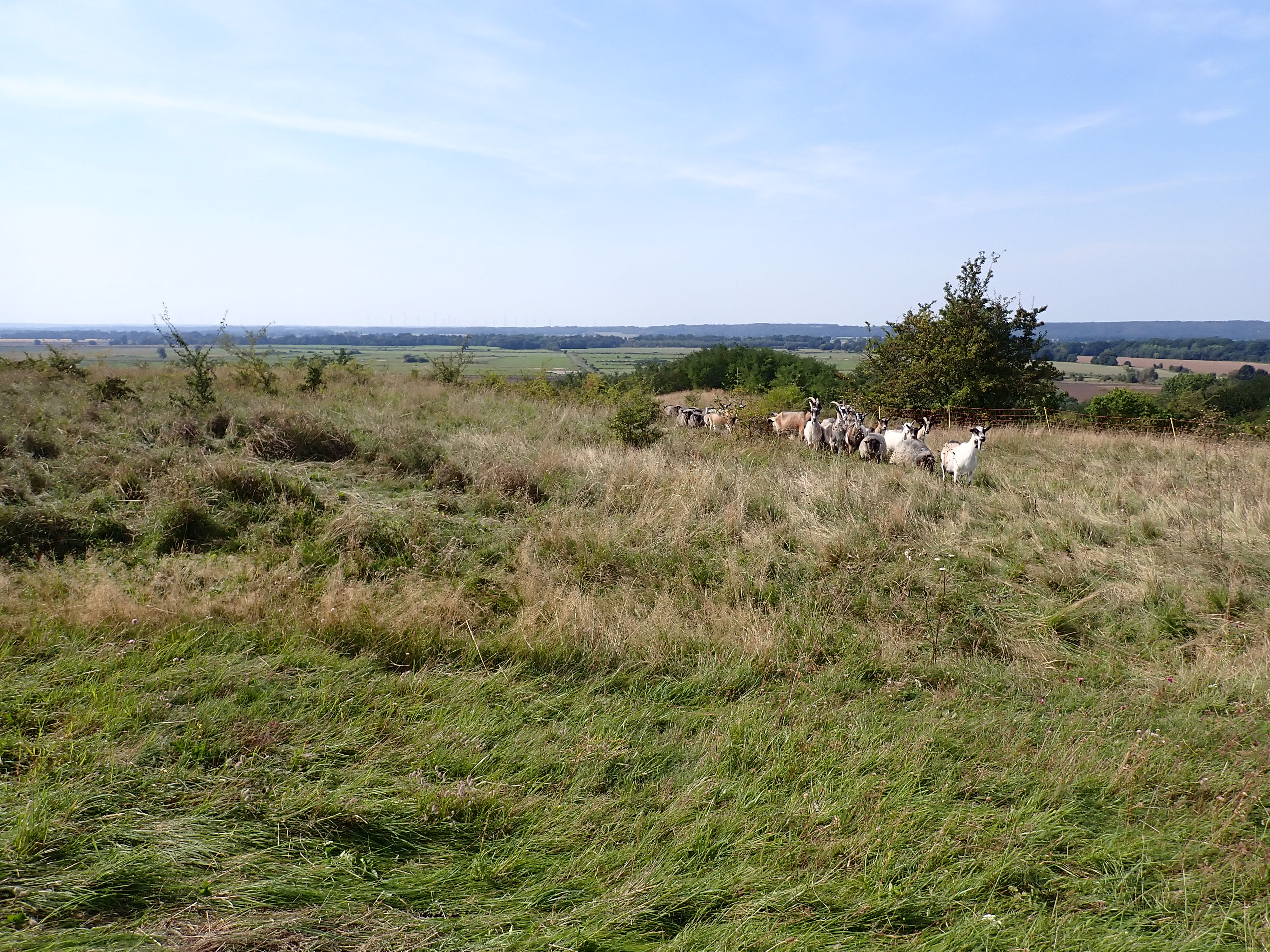
Xerotermní louky
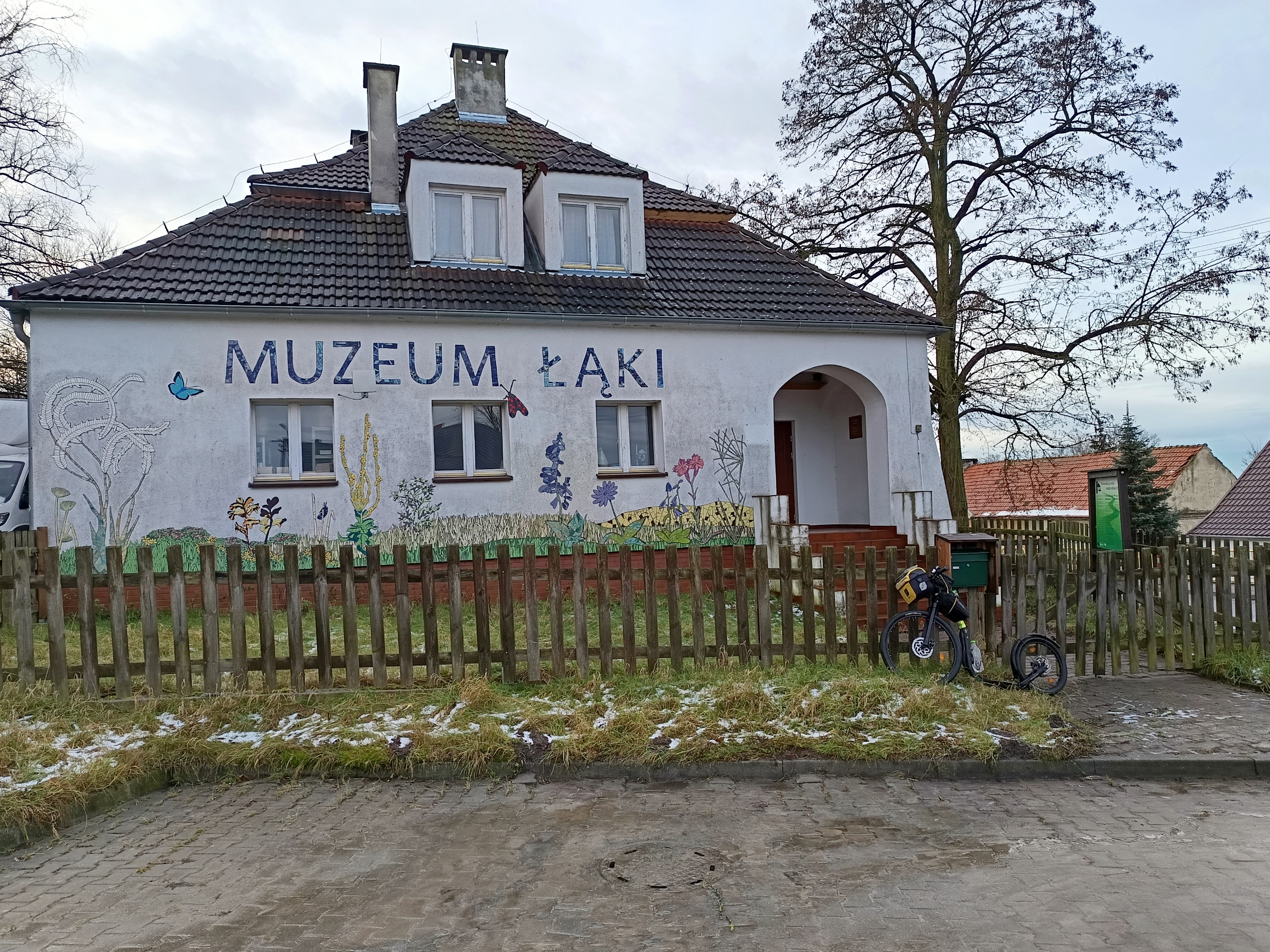
Muzeum Łąki w Owczarach
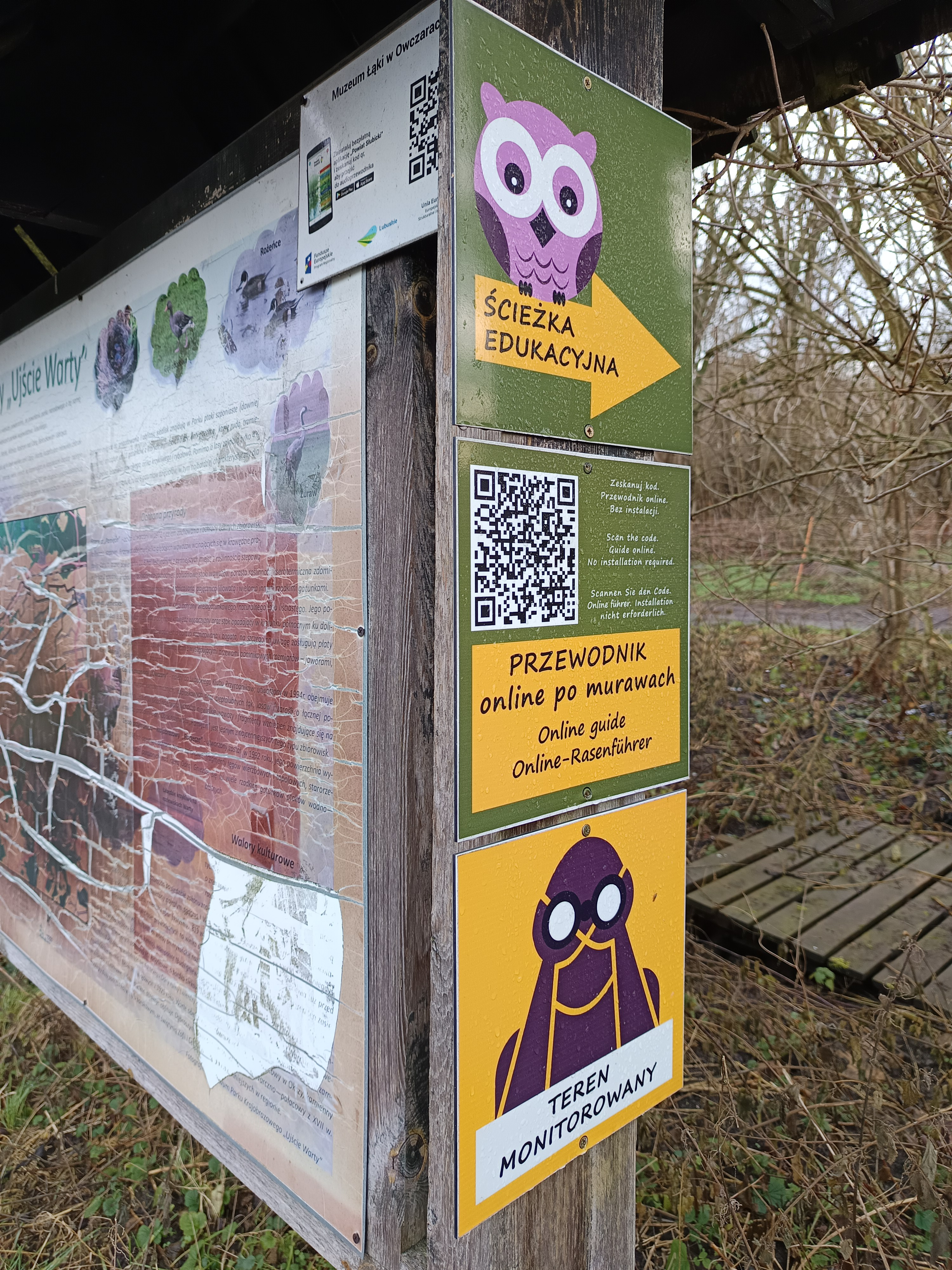
Naučná stezka Owczary (Ścieżka Edukacyjna Owczary)